# Meliton Kantaria
Meliton Kantaria (georgiska: მელიტონ ქანთარია, Meliton Kantaria, ryska: Мелитон Варламович Кантария, Meliton Varlamovitj Kantarija) född 5 oktober 1920 i Dzjvari, Demokratiska republiken Georgien, död 27 december 1993 i Moskva, var en georgisk yngre sergeant i Röda armén.

## Biografi
Kantaria föddes i en familj bosatt i den lilla nordgeorgiska staden Dzjvari. Där arbetade han på en kolchos fram tills han inkallades av den sovjetiska armén år 1940. Under andra världskriget tjänade han under det 756:e skytteregementet, 150:e skyttedivisionen i den 3:e stötarmén som tillhörde den 1:a vitryska fronten. Tillsammans med M.A Jegorov klättrade han upp på riksdagshuset i Berlin och satte upp en divisionsfanan den 1 maj 1945 på ett känt foto över en slagen riksdag.

## Berlin 1945

150:e skyttedivisionens fana som restes över riksdagshuset i Berlin 1945.

Kantaria är känd för att tillsammans med Michail Jegorov (ryska: Михаил Алексеевич Егоров, Michail Aleksejevitj Jegorov) ha rest den 150. skyttedivisionens fana -  vilken senare blev den sovjetiska och ryska Segerfanan (Znamja Pobedy) - på Reichstag i Berlin den 30 april 1945. Den 8 maj 1946 tilldelades Kantaria utmärkelsen Sovjetunionens hjälte.

## Civilt liv
År 1946 demobiliserades Kantaria och han levde därefter i Suchumi i Abchazien, där han arbetade som butikschef. Efter att  det abchaziska separatistkriget  utbrutit 1992, flyttade Kantaria  året efter med sin familj till den ryska huvudstaden Moskva. Han avled tre månader senare på Kremlsjukhuset i Moskva.

## Eftermäle

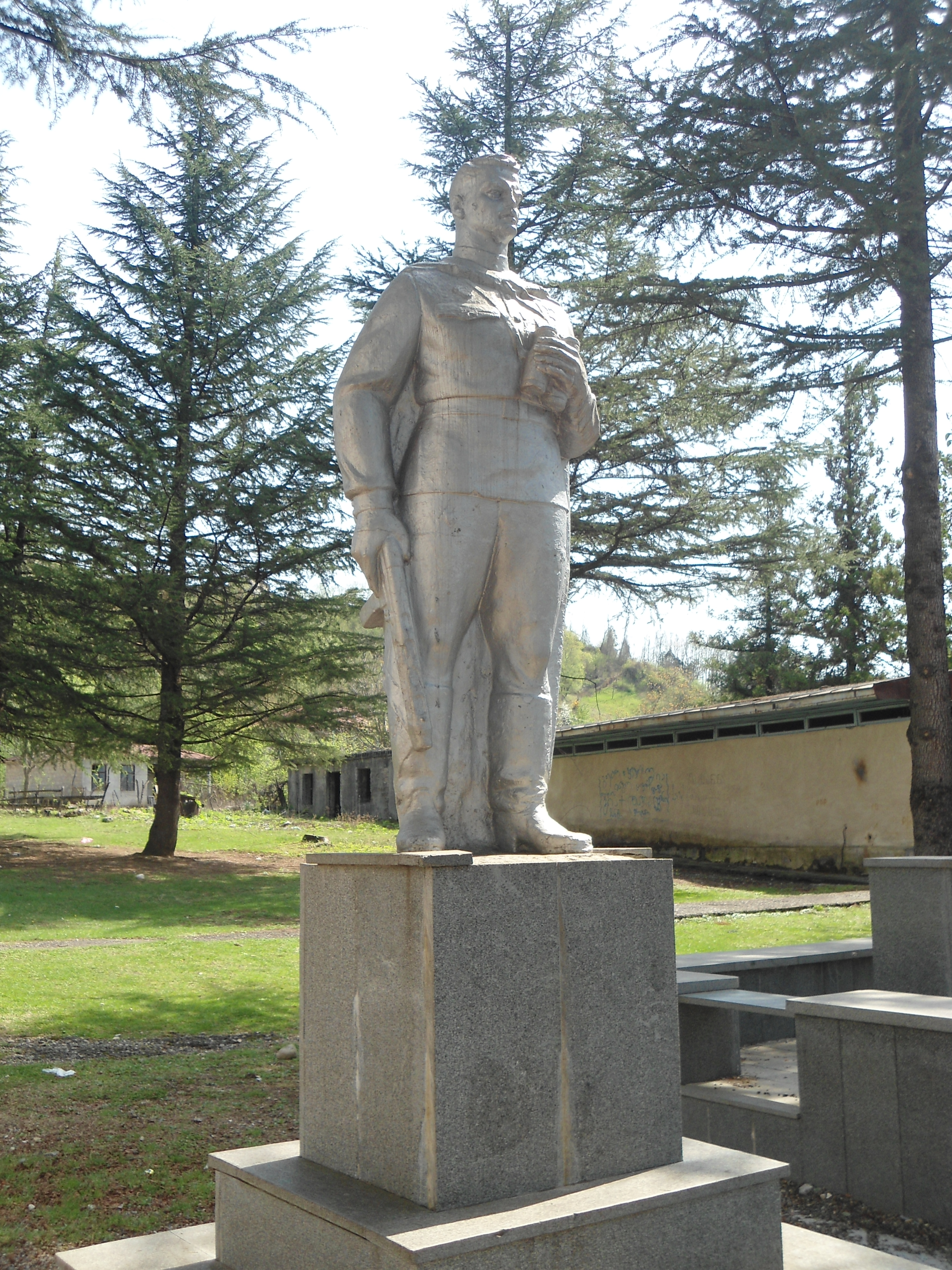
Staty över Meliton Kantaria.

Efter Kantarias död uppfördes en staty som avbildade honom i Samegrelo, Georgien.